# Nacionalni park Taï
Nacionalni park Taï je nacionalni park u jugozapadnom dijelu Obale Bjelokosti, u općinama Guiglo i Sassandra, između rijeka Sassandra na istoku i Cavalla na zapadu kojom Obala Bjelokosti graniči s Liberijom.
Šumski rezervat Taï je osnovan 1926. godine, a unaprijeđen je u nacionalni park 28. kolovoza 1972. godine i ima površinu od 3.300 km². On je zbog bogatstva tropske kišne šume i bioraznolikosti životinja postao UNESCO-ov rezervat biosfere 1978., a upisan na popis mjesta svjetske baštine u Africi još 1982. godine. Naime, ovo područje je, pored 11 vrsta primata, obitavalište i pet jako ugroženih sisavaca: Patuljasti vodenkonj, Maslinasti kolumbus (Procolobus verus), leopard, čimpanze i Jentinkova dujker antilopa (Cephalophus jentinki).
Sveukupno, u parku se može naći oko 1.300 vrsta viših biljaka (od kojih 54% pripadaju biljakama gvinejske zone), te više od 1.000 kralježnjaka od kojih 140 vrsta sisavaca (uključujući 47 od 54 vrste velikih sisavaca gvinejskog područja) od kojih 11 vrsta primata, 40 vrsta reptila, 53 vrsta vodozemaca i 250 vrsta ptica (od kojih je 28 endema).
No, park je poznat kao jedno od prirodnih izvorišta virusa Ebole i Svjetska zdravstvena organizacija je izrazilo zabrinutost zbog njegove blizine internacionalnoj zračnoj luci u Abidjanu.

## Vanjske poveznice
- Službena stranica Nacionalnog parka Tai (fr.) Posjećeno 18. listopada 2011.
- WWF-West Africa aids Côte d'Ivoire's Taï National Park (engl.)